# Daniel Bañuls Martínez
Daniel Bañuls Martínez (Alicante, 28 de abril de 1905 - ibidem, 20 de agosto de 1947) fue un artista, dibujante y escultor español, hijo del también escultor Vicente Bañuls Aracil.

## Biografía
Desde muy pequeño, Daniel Bañuls ya mostraba sus dotes para el arte. Con solo cinco años, dibujaba a la perfección y esculpía en el taller-estudio de su padre, Vicente Bañuls.
Daniel era culto, serio y amigo de sus amigos; se decía que era un escultor para minorías selectas, tan sencillo en persona que mostraba sus obras inacabadas a sus alumnos y trabajadores para pedirles opinión y consejo. Entre esos alumnos estaban José Pérez Gil, Adrián Carrillo, Emilio Varela, Manuel Baeza y Gastón Castelló; es decir, lo mejor de las artes alicantinas de aquellos años.
Todas las mañanas, antes de ir a trabajar, se reunía con su amigo Emilio Varela en una cafetería de la Explanada de España, desde donde admiraban las palmeras y el mar. Daniel decía que aquella vista de Alicante le relajaba y le ayudaba antes de comenzar a trabajar. A pesar de su delicado estado de salud, era un gran amante del deporte y la naturaleza, y un asiduo visitante de la Sierra de Aitana.
Daniel murió el 20 de agosto de 1947, víctima de una larga y penosa enfermedad, en su vivienda particular. En ese momento, estaba preparando una exposición de arte en Madrid.
Unos años más tarde, en la década de 1950, un grupo de artistas alicantinos y amigos del escultor organizaron una exposición de gran éxito en la Calle Labradores, de Alicante. Entre ellos estaba su gran amigo, Emilio Varela, ya muy mayor y enfermo.
En 1966, el Ayuntamiento de Alicante inauguró un museo monográfico en la misma casa-estudio que tenía en la Calle Aureliano Ibarra; en su honor, existe también el Pasaje Particular Estudio Bañuls, con la siguiente placa:
“El Excmo. Ayuntamiento de Alicante a Vicente Bañuls Aracil (1866-1935) y Daniel Bañuls Martínez (1905-1947), escultores alicantinos cuyas obras artísticas fueron realizadas en este lugar, un día, estudio de ambos. Alicante 28 de junio de 1966”
Durante los años 1979 a 1983 José Ramón Clemente realizó una colección de audiovisuales filmados en super 8 para el antecesor del actual Instituto Alicantino de Cultura Juan Gil-Albert, como protagonistas -además del propio Bañuls y su padre- a Miguel Abad Miró, Manuel Baeza, Gastón Castelló, José Antonio Cía, M. González Santana, Polín Laporta, Sixto Marco, Enrique Lledó, José Pérez Gil, Francisco Pérez Pizarro, R. Ruiz Morante y Emilio Varela Isabel.
El 25 de noviembre de 2011 el Excmo. Ayuntamiento de Alicante otorga a Daniel Bañuls Martínez el título póstumo de Hijo Predilecto de dicha ciudad, título que concede igualmente a su padre, Vicente Bañuls Aracil.

## Obras destacadas

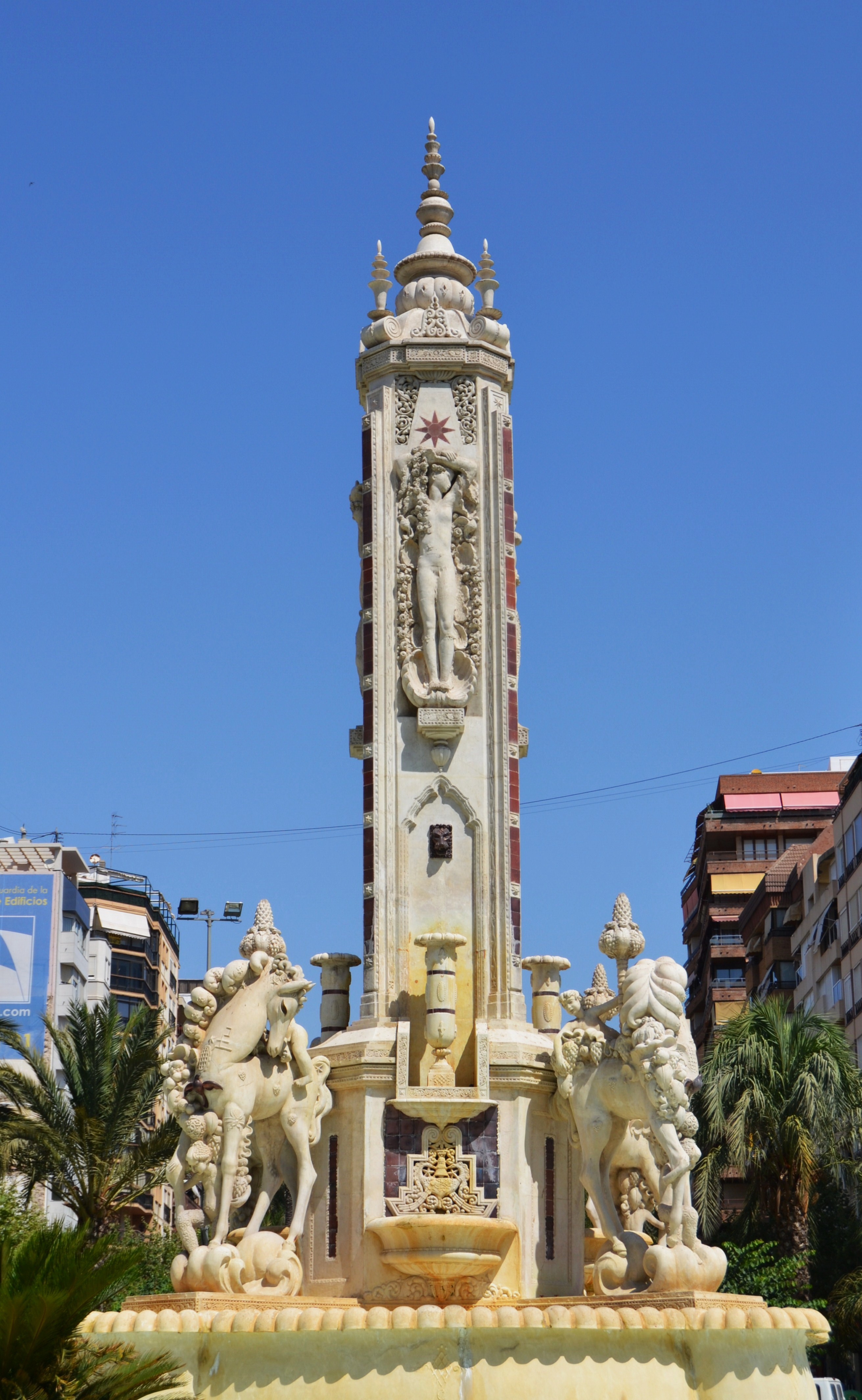
Fuente de Levante en la Plaza de los Luceros, obra de Daniel Bañuls (1930).

1- Fuente de Levante (1930). Situada en la plaza de los Luceros.
2- Monumento al Doctor Antonio Rico Cabot (1930). Situado en el Monte Tossal. Retirado en 1939 y recolocado en 1971. En 2009 fue restaurado, si bien ha seguido sufriendo actos vandálicos.
3- Monumento a los Caídos de la Vega Baja (1941). Situado en Agua Amarga, a la entrada de Alicante. En 2009 se le retiró la simbología falangista y se dedicó a todos los caídos.
4- Monumento a Carlos Arniches (1948). Situado en el parque de Canalejas. Obra póstuma.
5- Infinidad de pequeñas obras como un Sagrado Corazón para Jijona, otro para el Cementerio de Nuestra Señora del Remedio de Alicante, relieves de la iglesia de Crevillente y un largo etcétera.

## El Monumento a los Caídos de la Vega Baja
Sin duda, el Monumento a los Caídos de la Vega Baja es su obra más criticada y polémica. El Monumento recuerda la gesta de varios falangistas de la Vega Baja que acudieron el 19 de julio de 1936 a liberar a José Antonio pensando que Alicante había sido sublevada. El grupo capitaneado por José María Maciá fue interceptado en la zona conocida por Los Doce Puentes por la Guardia de Asalto que había recibido un chivatazo. Los que no murieron en la refriega fueron juzgados y 52 de ellos fusilados el 12 de septiembre de ese mismo año.
En un principio el monumento iba a instalarse en el lugar exacto de la refriega (El Puente de Hierro) pero al estar comprados los terrenos por el estado para levantar la fábrica de aluminio, la obra tuvo que trasladarse a su actual emplazamiento. El cambio de ubicación provocó en su día no pocos conflictos entre el Ayuntamiento de Alicante y la Dirección Provincial de FET y de las JONS. 
Al parecer, parte de las piedras utilizadas para esta obra son las mismas que las empleadas por el padre de Daniel, Vicente Bañuls, para la construcción en 1907 de una obra totalmente distinta en forma y significado: el Monumento a los Mártires de la Libertad.
Bañuls dijo del Monumento a los Caídos:

"Yo también tuve que claudicar y lo hice con honestidad, pues el Monumento a los Caídos de la Vega Baja lo hice sin la pretensión política de ensalzar ideas ajenas a mi concepto de lo que debe ser ARTE. Por eso elegí una figura heroica en donde la plástica pura se impusiera a cualquier dogmatización"

Tras años de abandono que han llevado a un serio deterioro, en 2009 se procedió a su restauración eliminando la simbología falangista y dedicándolo a todos los caídos.